# Kiezpark Fortuna
Der Kiezpark Fortuna (Eigenschreibweise: kiezPARK FORTUNA) ist eine in Privateigentum stehende Parkanlage im Berliner Ortsteil Marzahn, die auf einer ehemaligen Brachfläche unter Führung und wesentlicher finanzieller Beteiligung der Fortuna Wohnungsunternehmen eG entstand und im August 2012 zur allgemeinen Nutzung der Öffentlichkeit übergeben wurde. 

## Lage
Der Kiezpark befindet sich am nordöstlichen Stadtrand Berlins im Bezirk Marzahn-Hellersdorf zwischen Oberweißbacher Straße, Sitzendorfer Straße und Schwarzburger Straße in einem Neubauviertel, das nördlich von der Wuhletalstraße, östlich vom Blumberger Damm, südlich und westlich von der Mehrower Allee begrenzt wird.

## Historie
Der heutige Kiezpark war vormals ein Standort für zwei Schulen und wird von typischen sechs- und elfgeschossigen Neubauten in industrieller Fertigungsweise umgeben. Seit 2005 hat die Fortuna Wohnungsunternehmen eG diesen rund 1500 Wohneinheiten umfassenden Gebäudebestand saniert. Kurz danach begann der Abriss der Schulen, sodass zwischen den Wohnblöcken eine Brachfläche entstand. Aufgrund fehlender Mittel war der öffentlichen Hand eine gezielte Nutzung des 11.000 m² großen Areals nicht möglich. Nach Beendigung der Sanierungen der umgebenden Gebäude erwarb die Fortuna das Grundstück, um es einer geordneten Nutzung als Park zu widmen.

## Planung, Bauabschnitte und Bürgerbeteiligung
Mieter und Anwohner sowie anliegende Einrichtungen, Vereine und vor allem Partner des Fortuna-Netzwerkes KIEZnet gründeten einen regelmäßigen Stammtisch. Es wurde ein Beirat eingerichtet, der das Projekt mit Ideen und Ratschlägen in der Realisierungsphase begleitet hat. Auf mehreren Infoveranstaltungen wurden Interessierte und Aktive über den Fortschritt des Projekts informiert. Mit Fördermitteln aus dem Programm der Europäischen Union und dem Stadtumbau Ost wurde in drei Bauabschnitten über zwei Jahre lang die Parkanlage gemeinsam mit den Anwohnern geplant, gestaltet und gebaut. 
Moderiert wurde der Gesamtprozess durch die ARGE Su Schnorbusch / Almuth Krause Architektur/Landschaftsarchitektur. In der Öffentlichkeitsarbeit und in verschiedenen Workshops wurde das Projekt von der LAYON Werbedesign & Kommunikation GmbH begleitet. 
Von Beginn an wurden die Ideenfindung, die Planung, die Bauarbeiten und der jeweilige Status quo auf der Kiezpark-eigenen Webseite dokumentiert. Dort war es auch möglich, sich für Workshops und Veranstaltungen anzumelden.
Im Bereich zur Oberweißbacher Straße wurden im Oktober/November 2010 die ersten Obstbäume gepflanzt. Mit der Fertigstellung des angrenzenden Weges und einer Wildobsthecke konnte der Obstgarten als erster Teil des Kiezparks zum Sommer 2011 fertiggestellt werden. 
Im zweiten Bauabschnitt wurden Wege, Beete und Flächen abgesteckt. Es entstanden Wildblumenwiesen, Rasenflächen und Anwohnerbeete, die Mieter der Fortuna angelegt haben und pflegen.
Bei den Erdarbeiten mussten auch immer wieder alte Fundamentreste beseitigt werden, um die Wege zu bauen, die Wasserleitung zu verlegen und die Gräserfelder, Selbstnutzer- und Wildwiesenflächen anlegen und den Teich ausheben und modellieren zu können.
Im dritten Bauabschnitt wurde die Pergola mit Bänken und Spinden für die Gartengeräte errichtet. Am Platz neben dem Teich entstand das Gartenzimmer aus Holz in Einheit und Weiterführung mit der Pergola. Der Teich und der Bachlauf bekamen einen Zaun. Es wurden letzte Pflanzen gesetzt und Gras auf ehemaliges Brachgelände gesät.
Die Bürgerbeteiligung wurde in einem Partizipationsverfahren gesteuert. Unterschiedlichste Interessen der beteiligten Gruppen wurden in spezifischen Workshops aufgegriffen, umgesetzt und verknüpft.
Im Workshop Kiezreporterinnen berichteten 10- bis 15-jährige Mädchen aus dem Kiez auf Wandzeitungen über ihre Beobachtungen im wachsenden Kiezpark. Sie fotografierten und führten Interviews. Im Workshop Pfahlgestaltung haben Jungen im Alter von 11 bis 16 Jahren mit künstlerischer Begleitung 3-Bock-Pfähle farbig gestaltet, die die jungen Obstbäume auf der Streuobstwiese stützen. Ähnliche Workshops zur Ausgestaltung des Parks fanden u. a. zu den Themen Baumschilder, Sitzelemente, Kiezpark-Fahne und Puzzle-Poesie statt. Im Oktober 2011 wurden gemeinsam von Senioren und Kindern der angrenzenden Kita Frühblüherinseln mit Blumenzwiebeln bepflanzt. Die Kitakinder und deren Eltern führten Workshops zur Gestaltung des Wasserspielplatzes durch und bearbeiteten gemeinsam Baumstämme, die als Sitzelemente nunmehr den Wasserspielplatz umgeben. Das Drehwürfelspiel, das in die Pergola integriert ist, wurde gemeinsam von Kitakindern und einer Holzwerkstatt gestaltet und fertiggestellt.
An den Workshops beteiligte Personengruppen:
- Senioren (Anwohner ab etwa 60 Jahren)
- Kita (Kinder im Alter bis 7 Jahre sowie deren Eltern)
- Kinder und Jugendliche (Mädchen im Alter von 8 bis 15 Jahren und Jungen im Alter von 8 bis 16 Jahren)
- Mieter der Fortuna sowie weitere Anwohner

Außerdem konnte auch die TU Berlin, Abtlg. Systemökologie, Pflanzenkunde beim Anlegen der Wildblumenwiesen eingebunden werden.
Mit einem großen Sommerfest am 25. August 2012 wurde der Kiezpark Fortuna feierlich eröffnet und an die Anwohner und die allgemeine Öffentlichkeit übergeben. 
Nach der Fertigstellung des Parks sind ehrenamtliche Anwohner weiterhin im Kiezpark-Beirat tätig und kümmern sich gemeinsam mit der Fortuna um die Belange des Parks.

## Parkgestaltung
Auf freier Wiese stehen seltene, alte Obstsorten, z. B. Weiße Maulbeere, Rote Sternrenette, Mirabelle von Metz oder Kornelkirsche, gesäumt von einer Wildobsthecke. Infotafeln geben Auskunft über die jeweiligen alten Obstsorten – wann und wie sie blühen und mit Abbildungen der Frucht versehen, seit wann es diese Obstsorte gibt, wo sie herkommt und wofür man sie früher genutzt hat.
Darüber hinaus wurden Wildblumenwiesen, Rasenflächen und Anwohnerbeete durch die Mieter der FORTUNA angelegt. 
Auf einem gebogenen gelben Weg wurde eine ca. 40 Meter lange Pergola mit Bänken und Spinden für Gartengeräte errichtet. In Verlängerung der Pergola entstand ein Gartenzimmer aus Holz. Dort finden regelmäßig Veranstaltungen des Kiezpark-Beirates und Treffen der Anwohner statt.
An zwei Stellen wurde ein hölzernes Drehwürfelspiel mit einer 3er- und einer 5er-Reihe mit farbigen Kindermotiven in die Pergola integriert.
In der Mitte der Anlage liegen ein Teich und ein Bachlauf. Der Teich wurde mit Kies, Steinen und Wasserpflanzen verziert und bekam zur Sicherheit einen Zaun. Zum Teich hin, unter einer kleinen Brücke hindurch, fließt ein Bachlauf. Er ist umsäumt von Steinen und Rabatten.
Des Weiteren befindet sich im Kiezpark ein Wasserspielplatz, der ebenfalls öffentlich genutzt werden kann.
Um den Wasserspielplatz herum sowie im gesamten Park sind verschiedenste Arten von Sitz- und Liegeelementen, zumeist aus Holz, verteilt.

## Soziale Nachhaltigkeit
Der Kiezpark Fortuna ist ein Park von Anwohnern für Anwohner. Die weiterführende Nutzung und Pflege und das andauernde Angebot an die Kiezbewohner, an Kiezpark-Aktionen und -Veranstaltungen teilzunehmen und dabei verschiedenste Bevölkerungsgruppen zu vernetzen, sind wichtige Bestandteile einer nachhaltigen Nachbarschaftsentwicklung.

## Auszeichnungen
- 2013 erhielt die Fortuna Wohnungsunternehmen eG für den Kiezpark das Qualitätssiegel „Werkstatt N“ des Rates für Nachhaltige Entwicklung der deutschen Bundesregierung.[3]
- Im Rahmen des Festakts „100 Jahre bdla“ des Bund Deutscher Landschaftsarchitekten (bdla) am 20. September 2013 erhielt der Kiezpark Fortuna beim Deutschen Landschaftsarchitektur-Preis im Sonderpreis Wohnumfeld eine Würdigung[4] – als Beispiel für gelebte Partizipation.